# Chrysauginae
Chrysauginae es una subfamilia de polillas de la familia Pyralidae. Son básicamente neotropicales y la subfamilia incluye unas 400 especies.

## Descripción y ecología
La subfamilia incluye a los géneros  Cryptoses, Bradypodicola y Bradypophila de polillas con hocico. Los adultos de estas especies viven en el pelaje de perezosos, mientras que las larvas de gusanos se alimentan de las heces del perezoso. Se han encontrado otros gusanos Chrysauginae raros en nidos de Hymenoptera y en los spines de gusanos del género Automeris. Pero por lo general, sus larvas se alimentan de plantas, perforando semillas, frutos, tallos y raíces, o envolviendo hojas y atándolas para formar un refugio.
Si bien los adultos no han sido descritos, las larvas de Chrysauginae por lo general pueden ser identificadas por su distintivo anillo esclerotizado alrededor de seta SD1 del metatórax.

## Sistemática
Una lista de los Chrysauginae en el hemisferio occidental fue compilada por Solis et al. en 1995, pero no se han realizado análisis filogenéticos. En forma preliminar, cuatro géneros australianos han sido ubicados en esta subfamilia por Shaffer et al. en 1996; sin embargo, el estudio de los adultos no confirmó esta asignación, y se desconocen sus larvas.
- Abaera Walker, 1859
- Acallidia Schaus, 1913
- Acallis Ragonot, 1891
- Acutia Ragonot, 1891
- Adenopteryx Ragonot, 1891
- Ahyalosticta Amsel, 1956
- Anassodes Turner, 1932
- Anemosa Walker, 1859 (= Drymiarcha Meyrick, 1885)
- Anemosella Dyar, 1914 (= Balidarcha Dyar, 1914)
- Anisothrix Ragonot, 1891
- Arbinia Möschler, 1881
- Area Ragonot, 1891
- Arouva Walker, 1864
- Arta Grote, 1875 (= Xantippides Dyar, 1908)
- Azamora Walker, 1858 (= Amblyura Lederer, 1863, Arica Walker, 1863, Thylacophora Ragonot, 1891, Torda Walker, 1863)
- Basacallis Cashatt, 1969
- Bisinusia Amsel, 1956
- Blepharocerus C. É. Blanchard, 1852 (= Blepharocorus C. É. Blanchard, 1852)
- Bonchis Walker, 1862 (= Ethnistis Lederer, 1863, Gazaca Walker, 1866, Vurna Walker, 1866, Zarania Walker, 1866)
- Bradypodicola  Spuler, 1906
- Bradypophila  Ihering, 1914
- Callasopia  Möschler, 1890
- Caphys  Walker, 1863 (= Euexippe Ragonot, 1891, Ugra Walker, 1863)
- Cappsia  Pastrana, 1953
- Carcha  Walker, 1859 (= Coeloma Möschler, 1890)
- Casuaria  Walker, 1866 (= Saccopleura Ragonot, 1891)
- Catadupa  Walker, 1863
- Chenevadia  Dyar, 1914
- Chrysauge  Hübner, 1823 (= Candisa Walker, 1866)
- Chrysophila  Hübner, 1831 (= Eurypta Lederer, 1863)
- Clydonopteron  N. D. Riley, 1880
- Condylolomia  Grote, 1873 (= Cordylolomia Rye, 1875)
- Craftsia  Dyar, 1914
- Cromarcha  Dyar, 1914
- Cryptoses  Dyar, 1908
- Cyclidalis  Hampson, 1906
- Cyclopalpia  Hampson, 1897
- Dastira  Walker, 1859
- Dasycnemia  Ragonot, 1891 (= Hyalosticta Hampson, 1897, Potosa Capps, 1952)
- Deopteryx  Dyar, 1914
- Derbeta  Walker, 1866
- Diloxis  Hampson, 1897
- Distortia  Amsel, 1956
- Drepanodia  Ragonot, 1892
- Eobrena  Dyar, 1914
- Epidelia  Ragonot, 1891
- Epiparachma  Amsel, 1956
- Epitamyra  Ragonot, 1891
- Erioptycha  Ragonot, 1891
- Eupilocera  Dognin, 1909
- Galasa  Walker, 1866 (= Cordylopeza Zeller, 1873)
- Galasodes  Amsel, 1956
- Gephyra  Walker, 1859 (= Replicia Dyar, 1914)
- Gephyrella  Dyar, 1914
- Hednotodes  Lower, 1893 (= Calliphlycta Hampson, 1918)
- Heliades  Ragonot, 1891
- Heterauge  Hampson, 1906
- Holoperas  Warren, 1891
- Humiphila  Becker, 1974
- Hyperparachma  Warren, 1891 (= Parachmopsis Amsel, 1956)
- Hypocosmia  Ragonot, 1891
- Idnea  Herrich-Schäffer, 1858 (= Auchoteles Zeller, 1877, Corybissa Walker, 1863, Uzeda Walker, 1863)
- Idneodes  Ragonot, 1892
- Itambe  Ragonot, 1892
- Lepidomys  Guenée, 1852 (= Chalinitis Ragonot, 1891)
- Lophopleura  Ragonot, 1891
- Lophopleuropsis  Amsel, 1956
- Martiniodes  Amsel, 1956
- Megacaphys  Hampson, 1916
- Michaelshaffera  Solis, 1998
- Microrca  Amsel, 1956
- Microsauge  Amsel, 1956
- Microzancla  Hampson, 1897
- Mimetauge  Munroe, 1970
- Monoloxis  Hampson, 1897
- Murgisca  Walker, 1863 (= Pachymorphus Möschler, 1890)
- Myolisa  Dyar, 1914
- Nachaba  Walker, 1859 (= Ascha Walker, 1864)
- Navura  Schaus, 1913
- Negalasa  Barnes & McDunnough, 1913
- Neocaphys  Amsel, 1956
- Ocoba  Dyar, 1914
- Ocresia  Ragonot, 1891
- Oectoperodes  Ragonot, 1892
- Oedmatodes  Ragonot, 1892 (= Oedematodes Hampson, 1897)
- Ophias  Ragonot, 1891
- Oryctopleura  Ragonot, 1891
- Pachypalpia  Hampson, 1895
- Pachypodistes  Hampson, 1905 (= Conotambe Dyar, 1914)
- Parachma  Walker, 1866 (= Artopsis Dyar, 1908, Perseistis Strand, 1921, Perseis Ragonot, 1891, Zazaca Walker, 1866)
- Paragalasa  Cashatt, 1969
- Paramacna  Warren, 1889 (= Acroppterygella Strand, 1917, Acropterygella Neave, 1939, Acropteryx Ragonot, 1891)
- Parasopia  Möschler, 1890
- Paridnea  Ragonot, 1892 (= Batia Walker, 1867)
- Passelgis  Dyar, 1914
- Pelasgis  Ragonot, 1891
- Penthesilea  Ragonot, 1891
- Pionidia  Hampson, 1897
- Plagerepne  Tams, 1926
- Polloccia  Dyar, 1910 (= Pollocia Neave, 1940)
- Polyterpnes  Turner, 1932
- Protrichia  Hampson, 1897
- Psectrodes  Ragonot, 1891
- Pyrauge  Hampson, 1906
- Pyraustodes  Ragonot, 1891
- Quadrischistis  Amsel, 1956
- Ramphidium  Geyer in Hübner, 1837 (= Acrodegmia Ragonot, 1891)
- Rhynchotosale Hampson, 1916
- Rucuma  Walker, 1863
- Salobrena  Walker, 1863 (= Ballonicha Möschler, 1886, Oectoperia Zeller, 1875, Salobrana Fernald, 1902, Teucronoma Meyrick, 1936)
- Samcova  Walker, 1863
- Sanguesa  Walker, 1863
- Sarcistis  Hampson, 1897
- Satole Dyar, 1908
- Schistoneura  Ragonot, 1891
- Semnia  Hübner, 1823 (= Acronolepia Westwood, 1835, Episemnia Ragonot, 1891)
- Speosia  Schaus, 1913
- Sthenobaea  Ragonot, 1891 (= Parabaera Dognin, 1904, Sthenauge Hampson, 1906)
- Streptopalpia  Hampson, 1895
- Tamyra  Herrich-Schäffer, 1858 (= Lametia Walker, 1859, Tamyrodes Ragonot, 1891)
- Tetraschistis  Hampson, 1897
- Tharsanthes  Meyrick, 1936
- Thermotesia  Hampson, 1916
- Tippecoa  Dyar, 1914
- Torotambe  Dyar, 1914
- Tosale  Walker, 1863 (= Fabatana Walker, 1866, Restidia Dyar, 1914, Siparocera Grote, 1875, Callocera Grote, 1875, Siparocera Robinson, 1876, Uliosoma Warren, 1891)
- Ungulopsis  Amsel, 1956
- Voglia  Amsel, 1956
- Xantippe  Ragonot, 1891
- Zaboba  Dyar, 1914
- Zamanna  Dyar, 1914
- Zanclodes  Ragonot, 1891